# Olivia Harrison
Olivia Harrison, née Olivia Trinidad Arias le 18 mai 1948 à Los Angeles, est une productrice et écrivaine américaine. Elle est l'une des cinq membres directeurs de l'entreprise Apple Corps et la veuve de George Harrison, guitariste solo membre des Beatles,,

## Biographie
Olivia grandit dans une famille d'immigrants Mexicains à Hawthorne, Californie.
Elle rencontre George en 1974 alors qu'elle travaille chez A&M Records. Ensuite, tombée amoureuse de George, elle l'accompagne dans son Dark Horse Tour. George la crédite de l'avoir aidé à sortir d'une vie d'addiction. À partir de là, elle devient la récipiendaire de nombreuses chansons d'amour dédiées par Harrison, parmi lesquelles se trouvent Dark Sweet Lady, Beautiful Girl, et Your Love is Forever,.
Elle épouse George en 1978 et ils ont un fils, le musicien Dhani Harrison.
Ils décident de s'éloigner de la vie publique dans les années 1970 et 1980. Olivia aide habituellement George dans son processus d'écriture de chansons.Ils partent en voyages en Tasmanie, Australie, Hawaï, Nouvelle-Zélande et se consacrent à leur fils, Dhani.
Le 30 décembre 1999, ils sont attaqués à 4 h 30 du matin, par un homme armé d'un couteau entré dans leur proprieté de Friar Park, l'agresseur se précipite sur George, mais elle le défend en frappant l'intrus avec un tisonnier de cheminée, après une longue bagarre, ils neutralisent l'agresseur.

### Écrivaine et productrice (2002-présent)
Un an après la mort de son mari, en 2001, elle organise le Concert for George, en hommage au musicien, auquel participent nombre de ses amis célèbres tels qu'Eric Clapton, Tom Petty, Ringo Starr et Paul McCartney entre autres. Elle remporte en 2005 un Grammy Award en tant que productrice de la vidéo du concert.
En 2011 elle produit le documentaire réalisé par Martin Scorsese, George Harrison: Living in the Material World qui remporte en 2012 un prix Emmy dans la catégorie Spécial de Non-fiction Exceptionnel.
En 2017 elle publie une réédition de l'autobiographie de son époux, I Me Mine, qui englobe toute son œuvre en chansons jusqu’à l'an 2000.
En 2021, aux côtés des autres membres des Beatles et de Yoko Ono, elle produit le documentaire nommé parmi cinq autres Emmy Award The Beatles: Get Back réalisé par Peter Jackson,.
En avril 2022 elle remporte un deuxième Grammy, en tant que productrice de la réédition de l'album All Things Must Pass. En juin 2022 elle publie un livre contenant les poèmes autobiographiques dédiés à son mari, Came the Lightening.

## Philanthropie

### Romanian Angel Appeal
En 1990, marquée par des informations sur la situation d'orphelins roumains, elle crée une organisation caritative, le Romanian Angel Appeal et obtient le soutien de Yoko Ono, Barbara Bach et Linda McCartney, les épouses des autres Beatles, ainsi que du musicien Elton John et de nombreux autres artistes qui ont répondu ensemble à son appel en faveur de l'aide aux enfants défavorisés. Son mari avait dans le passé une chanson pour la cause caritative Nobody's Child avec son groupe The Travelling Wilburys, qui a déclenché plus tard un album complet avec des enregistrements des différents artistes de Nobody's Child: Romanian Angel Appeal, y compris Stevie Wonder, Paul Simon, Elton John, Guns N'Roses, Ringo Starr et les Bee Gees. Grâce à elle, des millions de dollars ont été réunis pour cette cause et aujourd'hui, l'organisation fonctionne encore, en aidant des enfants et  des jeunes gens atteints de différentes maladies,.
Après l'élaboration du documentaire Living in the Material World (vivre dans le monde matériel), Olivia et Martin Scorsese choisissent symboliquement pour la première du film la petite ville de Fairfield, dans l'État de l'Iowa, siège d'une université fondée par Maharishi Mahesh Yogi. L'assistance, ce 5 octobre 2011, se compose de 500 adeptes-méditants. Cette projection exclusive est offerte en soutien à la Fondation David Lynch, qui vise à enseigner la méditation transcendantale aux anciens combattants, aux écoliers des quartiers difficiles, aux sans-abris, aux détenus des prisons, aux Amérindiens et aux autres populations à risque.

## Filmographie
Elle a fait deux apparitions dans des vidéos de son mari, la première en 1976 pour la chanson Crackerbox Palace, et la deuxième en 1988 pour la chanson This is Love. Elle est apparue aussi en 1995 dans la vidéo de la chanson Real Love, des Beatles.